# Lista laureaților Premiului Wolf pentru chimie
Laureații Premiului Wolf pentru Chimie:
| - 1978 Carl Djerassi - 1979 Herman Mark - 1980 Henry Eyring - 1981 Joseph Chatt - 1982 John C. Polanyi, George C. Pimentel - 1983/4 Herbert S. Gutowsky, Harden M. McConnell, John S. Waugh - 1984/5 Rudolph A. Marcus - 1986 Elias James Corey, Albert Eschenmoser - 1987 Sir David C. Phillips, David M. Blow - 1988 Joshua Jortner, Raphael David Levine - 1989 Duilio Arigoni, Alan R. Battersby - 1990 fără premiu - 1991 Richard R. Ernst, Alexander Pines - 1992 John Pople - 1993 Ahmed H. Zewail - 1994 Richard Lerner, Peter Schultz - 1995 Gilbert Stork, Samuel J. Danishefsky - 1996 fără premiu - 1998 Gerhard Ertl, Gabor A. Somorjai - 1999 Raymond U. Lemieux - 2000 F. Albert Cotton - 2001 Henri B. Kagan, Ryoji Noyori, K. Barry Sharpless - 2002/3 fără premiu - 2004 Harry B. Gray - 2005 Richard N. Zare - 2006/7 Ada Yonath, George Feher - 2008 Allen J. Bard, Roy Bar-Ziv (Premiul Krill), William E. Moerner - 2009 Ilan Koren (Premiul Krill) - 2010 Dan Thomas Major (Premiul Krill) - 2011 Ching Tang, Taleb Mokari (Premiul Krill), Shai Meiri (Premiul Krill) - 2012 Charles M. Lieber, A. Paul Alivisatos - 2013 Robert S. Langer - 2014 Chi-huey Wong - 2015 fără premiu - 2016 Kyriacos Costa Nicolaou, Stuart Schreiber - 2017 Robert G. Bergman - 2018 Omar M. Yaghi, Makoto Fujita - 2019 Stephen L. Buchwald, John F. Hartwig - 2020 fără premiu - 2021 Leslie Leiserowitz, Meir Lahav - 2022 Bonnie L. Bassler, Carolyn R. Bertozzi, Benjamin F. Cravatt |